# Olympische Sommerspiele 2008/Teilnehmer (Uruguay)
| Gelbes Symbol für Goldmedaillen mit stilisierten Olympischen Ringen | Graues Symbol für Silbermedaillen mit stilisierten Olympischen Ringen | Braundes Symbol für Bronzemedaillen mit stilisierten Olympischen Ringen |
| ------------------------------------------------------------------- | --------------------------------------------------------------------- | ----------------------------------------------------------------------- |
| —                                                                   | —                                                                     | —                                                                       |

Uruguay nahm an den Olympischen Sommerspielen 2008 in Peking mit zwölf Athleten teil.

## Fahnenträger
Der Segler Alejandro Foglia trug die Flagge Uruguays während der Eröffnungsfeier im Nationalstadion.

## Teilnehmer nach Sportarten

### Leichtathletik
- Marcela Britos
- Andres Silva
- Heber Viera

### Rudern
- Rodolfo Collazo
- Ángel García
- Leandro Salvagno

### Segeln
- Alejandro Foglia

### Schwimmen
- Martín Kutscher
- Francisco Picasso
- Antonella Scanavino

### Schießen
- Carolina Lozado

### Radsport
- Milton Ariel Wynants